# Hans-Achim von Rosenberg-Gruszcynski
Hans-Achim von Rosenberg-Gruszcynski (Wilhelmshaven, 4 juni 1917 – Ten zuidwesten van IJsland, 19 maart 1943) was een
Oberleutnant-zur-See in de Kriegsmarine tijdens de Tweede Wereldoorlog.

## Zijn carrière
Hans-Achim von Rosenberg-Gruszcynski werd geboren in Wilhelmshaven, Duitsland, op 4 juni 1917. Zijn naam wijst op adellijke afkomst. Rond 1937 zou hij bij de Kriegsmarine gekomen zijn, waar hij zoals gebruikelijk de nodige opleiding kreeg. Hij kwam snel bij de U-bootdienst waar hij van 7 mei 1941 tot 31 mei 1942 dienstdeed op de U 18, waarmee hij geen oorlogspatrouilles uitvoerde, maar wel leerde omgaan met de U-boot. Op 18 juli 1942 kreeg hij de U 384 onder zijn bevel waar hij op 3 februari 1943 werd ingezet bij de Onderzeebootbasis Lorient in La Pallice, Frankrijk. Zijn successen waren matig. Vooral het eerste schip dat hij kelderde, was bijna rampzalig voor zijn bemanning en hemzelf.
Het eerste schip dat hij torpedeerde was de Louise Lykes op 9 januari 1943. De 85-koppige bemanning van de Louise Lykes kwam hierbij om.
Op 17 maart 1943 lanceerde de U 384 drie torpedo's af op het konvooi HX-229, nabij St. John's, Canada. Hierbij werd het Britse vrachtschip Coracero tot zinken gebracht.
Tijdens zijn tweede oorlogspatrouille, na 14 dagen, werd hijzelf en zijn voltallige bemanning van 47 met de U 384 tot zinken gebracht. De U 384 ging ten onder om 17:45 op 19 maart 1943, door bommen van een Britse B-17 Flying Fortress-vliegtuig (Squadron 206/B), ten zuidwesten van IJsland, in positie 54° 18′ 0″ NB, 26° 15′ 0″ WL. De U 384 was amper drie maanden, vanaf 1 januari tot 19 maart 1943, in actieve dienst met voordien een trainingsperiode. Hij had in die korte tijd twee vrachtschepen tot zinken gebracht met een totale scheepsruimte van 13.407 brt.

## Successen
- Twee schepen tot zinken gebracht voor een totaal van 13.407 brt.

## militaire loopbaan
- Offiziersanwärter: 3 april 1937[3]
- Seekadett: 21 september 1937[2][3]
- Fähnrich-zur-See: 1 mei 1938[2][3]
- Oberfähnrich-zur-See: 1 juli 1939[2][3]
- Leutnant-zur-See: 1 augustus 1939[2][3]
- Oberleutnant-zur-See: 1 september 1941[2][3]

## Decoraties
- Onderzeebootoorlogsinsigne 1939 op 18 februari 1941[2][3]
- IJzeren Kruis 1939, 1e Klasse (5 februari 1943)[2][3] en 2e Klasse (18 februari 1941)[2][3]

## U-bootcommando's
- U 18: 7 mei 1941  -  31 mei 1942: geen oorlogspatrouilles
- U 384: 18 juli 1942  -  19 maart 1943 (gezonken): 2 patrouilles (68 dagen)

## Vertrek en aankomst oorlogspatrouilles metU 384
- 1. 12 december 1942:  Kiel - 3 februari 1943:  La Pallice (54 patrouilledagen)
- 2. 6 maart 1943:  La Pallice  - 19 maart 1943: Ten zuidwesten van IJsland (tot zinken gebracht na 14 patrouilledagen)